# Ophiosemnotes tylota
Ophiosemnotes tylota är en ormstjärneart som först beskrevs av Hubert Lyman Clark 1911.  Ophiosemnotes tylota ingår i släktet Ophiosemnotes och familjen knotterormstjärnor. Utöver nominatformen finns också underarten O. t. tuberculata.